# Abraxas transvisata
Abraxas transvisata là một loài bướm đêm trong họ Geometridae.